# Bébé
Tiago Manuel Dias Correia (født 12. juli 1990), kendt som Bébé, er en portugisisk-kapverdisk professionel fodboldspiller, som spiller for La Liga-klubben Rayo Vallecano og Kap Verdes landshold.

## Klubkarriere

### Tidlige karriere
Bébé startede sin karriere i amatørklubben Loures, inden han i 2009 underskrev en kontrakt med den daværende Segunda Divisãos klub C.F. Estrela da Amadora.

### Manchester United
Bébé skiftede i juli 2010 til Vitória Sporte Clube, men bare fem uger senere skiftede han til Manchester United. Han debuterede for klubben den 22. september 2010 i en League Cup-kamp imod Scunthorpe United. Han scorede sit første mål for klubben den 26. oktober af samme år imod Wolverhampton Wanderers, også i League Cup.
Han tilbragte i sin tid hos United lejeaftaler hos Beşiktaş, Rio Ave, og Paços de Ferreira.

### Benfica
Bébé skiftede i 2014 tilbage til Portugal, da han skrev kontrakt med SL Benfica.
Han tilbragte i sin tid med klubben lejeaftaler til Córdoba og Rayo Vallecano.

### Eibar
Bébé skiftede i juli 2016 til La Liga-klubben Eibar.

### Rayo Vallecano
Bébé skiftede i januar 2018 tilbage til Rayo Vallecano på en lejeaftale. I august af samme år blev aftalen gjort permanent. 

## Landsholdskarriere

### Portugal
Bébé har repræsenteret Portugal på U/21-niveau.

### Kap Verde
Bébé skiftede i 2022 til at repræsentere Kap Verde. Han debuterede for landsholdet i marts 2022.

## Privat
Bébé er født i Portugal til forældre fra Kap Verde. Han blev som barn efterladt af sine forældre, og boede herefter hos sin bedstemor. Som tolvårig blev sendt på et børnehjem.

## Titler
Benfica
- Primeira Liga: 1 (2014-15)
- Supertaça Cândido de Oliveira: 1 (2014)

Rayo Vallecano
- Segunda División: 1 (2017-18)